# سوق دانيال
سوق دانيال هو من الأسواق العراقية القديمة التي تقع في وسط بغداد، تم تشييده في أربعينيات القرن الماضي على يد الشخصية اليهودية العراقية البغدادية الشهيرة ( مناحيم صالح دانيال ) أحد أعضاء مجلس الأعيان العراقي في العهد الملكي.
وضع لبنته الأولى عزرا مناحيم دانيال (1874 - 1952 م) الذي ورث خان مرجان والسوق بعد أبيه, حيث أخذ السوق منحى التخصص في الأقمشة المحلية و بدلات الأعراس ذات الخياطة المحلية أيضاً , وملابس السهرة ومواد التجميل ولوازم الخياطة وبيع السجاد الإيراني.
كان لنمو السوق وازدهاره كونه يقع في مركز بغداد الاجتماعي والتجاري، ومنذ تأسيسه بدأ يأخذ السوق منحى التخصص، حيث قسم إلى ثلاثة أقسام، قسمه الأول اقتصر على الأقمشة، والثاني، جزء منه، على الأقمشة، والباقي على بدلات الأعراس والسهرة ومواد التجميل ولوازم الخياطة، أما الثالث فقد تخصص ببيع السجاد، وأصبح منذ إنشائه السوق الرئيسي في بغداد، وعمل به أشهر تجار بغداد. وكانت فترة الخمسينيات والستينيات بمثابة عصره الذهبي حيث شهد السوق حركة كبيرة وكان أغلب مرتاديه من السياح.
تكون بدايته سوق الخردة فروشية وفي وسطه إلى اليمين منفذ إلى السوق يقابل باب خان المواصلة (المستنصرية) حيث يقطع نصفه ما يسمى سوق العباجية الذي تباع فيه العباءة والعقال والأرز والأبريسم والقز للنساء والذي يعرف أيضاً بسوق الشيخلية، وفي أول هذا السوق منفذ آخر على اليمين إلى سوق دانيال وعلى اليسار سوق آخر يدور بعد خطوات إلى اليمين بزاوية قائمة تاركاً باب جامع القبلانية في رأس الزاوية ويستمر فيوازي سوق هرج القديم وهذا يسمى سوق القبلانية وتباع فيه المفروشات بأنواعها من السجادات والمفروشات والحصران، وكلها تنتهي في سوق الكمرك الذي يتعامد معهم.
ويقع في وسط السوق مقهى الخفافين وهو ما يزال قائما وكان يطلق عليه مقهى التجار وهو ملاصق لجامع الخفافين الذي يطل على نهر دجلة مجاورة لسوق دانيال، وفي مدخل السوق كانت هناك منارة للشيخ ( علي بن محمد السمري ) قوضت أركانها من قبل وزارة الأوقاف المنحلة في عام 1992 وتعتبر من المنائر الأثرية، كما تم تقويض جامع (القبلانية) الذي أنشأت على أرضه محلات كثيرة لتجار الستائر ولم يتبقّ منه سوى مكان بحجم غرفة صغيرة اتخذها أصحاب المحال مصلى لهم.